# Eutelia vittalba
Eutelia vittalba är en fjärilsart som beskrevs av Semper 1900. Eutelia vittalba ingår i släktet Eutelia och familjen nattflyn. Inga underarter finns listade i Catalogue of Life.